# Auftragsarbeit
Eine Auftragsarbeit oder ein Auftragswerk ist ein Werk, das für einen Auftraggeber angefertigt wird oder wurde.

## Auftragsarbeiten in der Kunst
In der Kunst sind Bilder (gemalt, gezeichnet, fotografiert) und Plastiken, aber auch Musikstücke (Auftragskomposition) oder Gedichte Gegenstand der (bezahlten) Auftragsarbeit.
Viele Künstler in der Bildenden Kunst leben allein von Auftragsarbeiten. Besonders im Mittelalter ließen Herrscher und reiche Kaufmannsfamilien Auftragsarbeiten für Personenbildnisse ihrer Angehörigen oder sich selbst anfertigen. Ebenfalls in dieser Zeit war es üblich, dass ganze Orchesterwerke im Auftrag komponiert wurden.